# Heiko Dietz
Heiko Dietz (* 26. September 1967 in Andernach) ist ein deutscher Schauspieler, Regisseur und Theaterautor. Er leitet das Münchener theater … und so fort und die Berufsfachschule für Schauspiel & Regie TheaterRaum München. Dietz ist zudem Vorsitzender von THETA e. V., Verein zur Förderung der freien Theater- und Tanzkultur in München.
Seine Schauspielausbildung erhielt er an der Schauspielschule Ruth v. Zerboni in Grünwald bei München. Dietz arbeitet als freier Schauspieler, Regisseur und Autor. Sein Wirken zeigt sich bislang in mehr als 70 Inszenierungen, über 100 gespielten Rollen und 21 von ihm geschriebenen Theaterstücken. Seine Arbeitsweise basiert auf den Grundsätzen David Mamets. 14 seiner bisherigen Schüler sind Träger des Lore-Bronner-Preises, des Förderpreises für darstellende Kunst des Bezirks  Oberbayern, der von 1996 bis 2021 an insgesamt 50 Nachwuchstalente ging.

## Theaterstücke
- XY (Kurzdrama) (1997)
- Schön ist’s auf Mallorca (2000)
- Adams Nabel (2001)
- wehr.krieg.macht… (2003)
- Die Trompeten von Jesolo (2004)
- Marilyn & Ich (2005)
- Johanna, die Wahnsinnige (2007)
- Jane the Quene (2011)
- Bitte zurückbleiben! (2013)
- Eine Frage der Verpackung (Kurzdrama) (2013)
- Retrophobia (Kurzdrama) (2014)
- To stay or not to stay (Kurzdrama) (2015)
- Die Haltung ist kaputt (Kurzdrama) (2016)
- Dark Energy Baby (2017)
- Gottes Last (2018)
- THE FEAR OF 13 (2019)
- Theorie einer Verschwörung (2019)
- Gretes Traum (2020)
- PalestRael (2021)
- Übersee (2022) – in Zusammenarbeit mit Petra Wintersteller
- DySPHORIA (2024)
- À la du barry (2025)

## Filmografie (Auswahl)
- 1998: Marienhof (mehrere TV-Serienepisoden)
- 2001: Night Hawks (Kurzfilm; Regie: Jochen Blatz)
- 2001: Verkehrsgericht: Rollende Schatten (TV-Episode)
- 2003: Garden of Love (Regie: Olaf Ittenbach)
- 2004–2010: SOKO 5113 (mehrere TV-Serienepisoden)
- 2005: Munich Mambo (Regie: Richard Warmoth)
- 2010: Verschleißteile (Kurzfilm; Regie: Paul Meschuh)
- 2014: Guten Tag (Kurzfilm; Regie: Thomas Schwendemann)
- 2014: Gummifaust (Kurzfilm; Regie: Marc Steck)
- 2021: Rechtsfindung (Kurzfilm; Regie: Johannes Hör)

## Auszeichnungen
- 2016: Darstellerpreis bei den 12. Wasserburger Theatertagen
- 2019: 2. Preis der Jury (zusammen mit Petra Wintersteller) bei den 22. Heidelberger Theatertagen
- 2022: Inszenierungspreis bei den 16. Wasserburger Theatertagen für 'THE FEAR OF 13' von Heiko Dietz nach Nick Yarris (Regie: Heinz Konrad)